# کمبل ۷۸۴۳۱
سیارک ۷۸۴۳۱ (به انگلیسی: 78431 Kemble، نامگذاری:2002QJ50) هفتاد و هشت هزار و چهارصد و سی و یکمین سیارک کشف شده‌است که در ۱۶ اوت ۲۰۰۲ کشف شد.